# 해리엇 존스
해리엇 존스 (Harriot Jones)는 영국의 장수 SF 드라마 닥터 후에서 영국 총리로 나오는 등장인물로, 배우 퍼넬러피 윌턴이 연기하였다. 퍼넬러피 윌턴은 2005년 드라마 부활이 논의될 당시 이전에 함께 작업한 인연을 계기로, 닥터 후 뉴 시즌의 수석 작가이자 총괄 프로듀서를 맡게 된 러셀 T 데이비스에게 문의해 출연이 성사되었다.
2005년 방영된 시즌 1의 2부작 에피소드 "Aliens of London"과 "World War Three"에서 외계인의 런던 침공에 맞서 9대 닥터를 돕는 영국 국회의원으로 처음 등장한다. 이 에피소드에서 해리엇 존스가 본인의 신분증을 들고 이름과 계급을 말하면서 자기소개를 하면, 상대방이 "네, 저희도 누군지 압니다"라고 대답하는 기믹이 캐릭터성으로 자리잡았다. 후속 에피소드에서 해리엇 존스를 만나는 사람들은 물론 달렉과 시코락스마저도 "네가 누군지 안다"라고 맞받아친다.
2005년 크리스마스 특집으로 방영된 "The Christmas Invasion"의 제작 과정에서 작가 러셀 T 데이비스는 주인공의 배우 교체에 따른 분위기 전환을 위해 시청자에게 친숙한 캐릭터를 등장시키기로 결정하면서 해리엇 존스가 다시 등장하게 되었다. 여기서 해리엇 존스는 실제 정치인과는 달리 공정하고 성실한 성격에 힘입어 영국 총리가 되었으며, 외계의 침공에는 절대로 타협하지 않는 모습으로 묘사된다. 작중 해리엇 존스가 정치적 결정을 내리는 결말과 관련해 각 매체에서 엇갈린 평을 촉발하는 계기가 되기도 했다. 해리엇 존스의 행동이 부당했다고 평하는가 하면, 결정에 공감하고 오히려 정치적 죽음을 맞이하는 각본을 비판하는 평도 있었다.
2008년 시즌 4 마지막화 "The Stolen Earth"에서 전 총리로 다시 한번 등장하는데, 달렉이 지구를 장악하는 것을 막기 위해 자신의 목숨을 바치게 된다. 퍼넬러피 윌턴이 다시 출연하게 된 것은 자신의 출연을 성사시켜 준 프로듀서 필 콜린슨이 해당 에피소드를 끝으로 드라마에서 하차기 때문에 마지막 제작 현장에 함께 있기를 희망해서였다. 해리엇이 최후를 맞이하면서 3가지 스토리로 구성된 하나의 줄거리 흐름을 완성하고, 등장인물로 하여금 자신의 후회를 만회하는 결말을 맞이할 수 있도록 설계되었다.

## 행적

### 시즌 1 (2005년)
2005년 방영된 시즌 1 에피소드 "Aliens of London"에서 '플라이데일노스' (Flydale North)라는 가상의 지역구에서 당선된 영국 국회의원으로 등장한다. 정당 소속이 어디인지는 따로 밝히지는 않지만, "볼일 없는 여자 의원일 뿐이에요" (hardly one of the babes), "말단석에 충실할 뿐" (just a faithful backbencher)이라며 본인의 입지를 자조하는 모습을 보인다. 비록 주목받진 못해도 평소에도 지역구를 위한 입법활동에 열심이던 해리엇 존스 의원은, 런던에 난데없이 외계 우주선이 추락하고 영국 내각이 슬리딘이란 외계 종족에게 장악되는 기상천외한 사건 속에서, 9대 닥터 (크리스토퍼 에클스턴 분)와 그 동행자 로즈 타일러 (빌리 파이퍼 분)을 만나 사건 해결에 나선다. 다우닝가 10번지의 영국 총리 관저에서 닥터, 로즈와 함께 갇히게 된 해리엇 존스는, 현장에 있던 유일한 의원으로서 닥터에게 하푼 미사일 발사를 명한다. 이로서 총리 관저에 머무르며 핵전쟁을 벌이려던 슬리딘을 몰살시키게 된다. 관저 구석에서 안전히 살아남은 해리엇 존스는 언론 앞에 나아가 사건의 증인이 되고, 닥터는 로즈에게 해리엇 존스는 총리에 3연속 당선되어 영국의 황금기를 열어갈 지도자가 된다고 일러둔다.
2005년 크리스마스 스페셜로 방영된 "The Christmas Invasion"에서도 등장한다. 이전 사건으로부터 수 개월이 지나 총선을 압도적인 승리로 이끌며 영국 총리가 되었다. 해리엇 존스 총리는 화성탐사선 기네비어호 (Guinevere Space Probe)의 발사를 주도하다가 시코락스 함선에게 납치되는 것을 목도한다. 이윽고 시코락스 함선이 지구로 들이닥쳐 인류를 장악하려 하자, 10대 닥터 (데이비드 테넌트 분)이 나타나 직접 대결한 끝에 저지하고서 다신 지구에 오지 말라고 경고한다. 그러나 지구를 떠나던 함선을 가만 둘 수 없었던 해리엇 존스 총리가 토치우드 기관에 함선 파괴를 명령하고, 닥터가 지구를 지키지 못할 때면 우리 스스로라도 방어해야 했다고 말한다. 닥터는 냉혹한 살인행위라며 분노하고, 단 여섯 마디로도 해리엇 존스를 끌어내릴 수 있다고 경고하면서 실제로 총리 비서에게 그 말 ("저 사람 좀 피곤해 보이지 않아요?")을 전한다. 이후 해리엇 존스는 건강 문제가 있다는 논란에 휩싸여 불신임 투표에 직면하는 것으로 마무리된다. 다만 2007년 시즌 3의 "The Sound of Drums" 편에서 차기 영국 총리에 오른 마스터의 말에 따르면, 본인의 내각에 합류한 의원들이 헌신짝처럼 자기 당을 내팽개쳤다는 언급을 하는데, 이것이 사실이라면 해리엇 존스는 실각은 면했지만 이어진 총선에서 패배하여 총리직에서 물러난 것으로 보인다. 그 직후 마스터가 지구로 건너가 해롤드 색슨에게 투표하라는 운동을 벌임으로서 정권을 차지하게 되는 계기로 작용하였다.

### 시즌 4 (2008년)
2008년 방영된 시즌 4의 "The Stolen Earth"에 마지막으로 등장한다. 총리에서 물러난 이후에도 지구를 수호하기 위한 활동을 계속하고 있었으며, 닥터를 대신해 지구를 방어하려 했던 것의 책임을 지게 되었어도 본인은 끝까지 옳다고 생각하고 있었다. 달렉 함선의 침략으로 온 지구가 위기에 빠지자 해리엇 존스는 '서브웨이브'라는 비밀 통신망을 가동해 닥터의 협력자들에게 연락하여 공동 화상회의를 연다. 이 서브웨이브라는 것도 본인의 총리 재직 시절 닥터가 지구 방어에 실패하여 위기가 닥쳤을 때를 대비해 구축한 것으로, 결과적으로는 자신의 예상이 맞았던 것이다. 자택에서 서브웨이브 통신망을 통해 만난 캡틴 잭 하크니스 (존 배로먼 분), 사라 제인 스미스 (엘리자베스 슬레이든 분), 마사 존스 (프리마 아저먼 분)의 도움으로 서브웨이브 신호를 한층 더 높여 닥터가 지구를 찾아낼 수 있도록 도왔으나, 달렉들에게도 신호의 발신지를 노출시켜 공격에 노출되고 만다. 세 마리의 달렉이 접근해 오자, 해리엇 존스는 달렉은 인류에 대해 아는 것이 전혀 없다며 몰락할 것이라고 당당하게 말한다. 결국 달렉들이 해리엇 존스를 말살하는 것으로 끝난다. 닥터는 이 사실을 알지 못했다가 다음 편 "Journey's End"에서 로즈로부터 해리엇 존스가 산화했다는 소식을 비로소 듣고 침통해한다.
TV 드라마에서의 묘사는 이것으로 끝이지만, 2017년 제임스 고스가 쓰고 러셀 T 데이비스가 삽화를 맡은 닥터후 관련 시집 <Now We Are Six Hundred>에서는, 해리엇 존스가 달렉의 공격에서 무사히 탈출했다는 내용의 시가 담겨 있다.

## 캐스팅과 설정

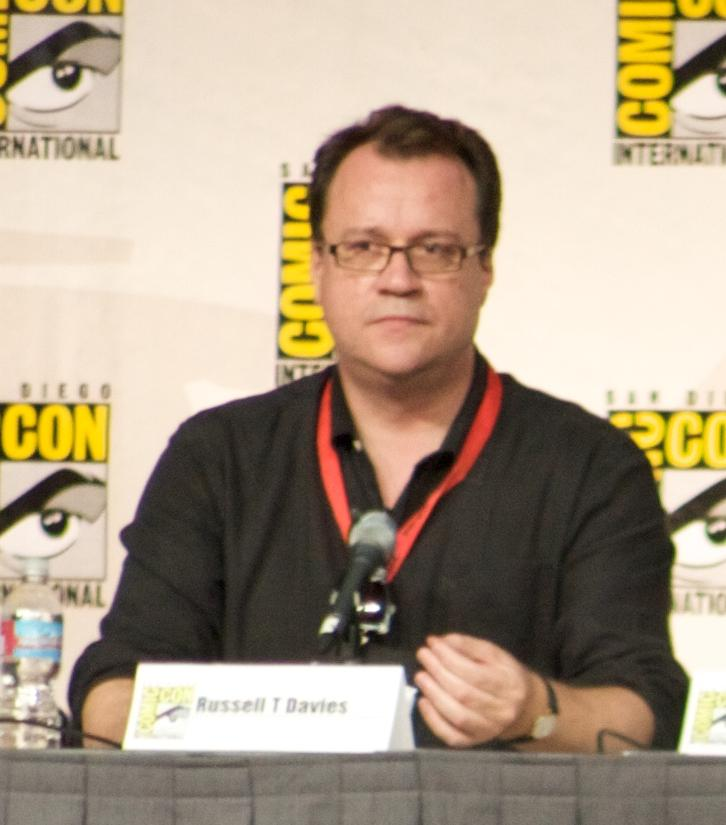
러셀 T 데이비스 (사진)은 이전에 함께 일한 적이 있는 퍼넬러피 윌턴을 출연시키기 위해 해리엇 존스라는 캐릭터를 만들어냈다.

해리엇 존스라는 등장인물은 드라마의 수석작가이자 총괄 프로듀서를 맡은 러셀 T 데이비스가 배우 퍼넬러피 윌턴의 출연을 위해 특별히 구상한 것이다. 퍼넬러피 윌턴은 러셀 T 데이비스가 맡은 <밥과 로즈>에 출연한 적이 있었으며 러셀의 각본에 인상을 받앗다고 한다. "Aliens of London"과 "World War Three"의 코멘터리에서 퍼넬러피 윌턴은 해리엇 존스라는 캐릭터가 "정직하기 이를 데 없다"며 "누구든 바랄 법한 꼼꼼한 정치인"이라고 표현했다. 그러면서 슬리딘과 마주하며 죽을 위기에 처했으면서도 "대단한 회복력과 용기"를 입증한다는 점도 상기했다. 에피소드 막바지에 이르러 닥터는 해리엇 존스가 총리가 될 것이라는 대사를 남기며 재등장을 암시하는데, 실제로 퍼넬러피 윌턴은 2005년 4월의 한 대담에서 해당 역으로 드라마에 다시 출연하는 데 관심을 표하기도 했다.

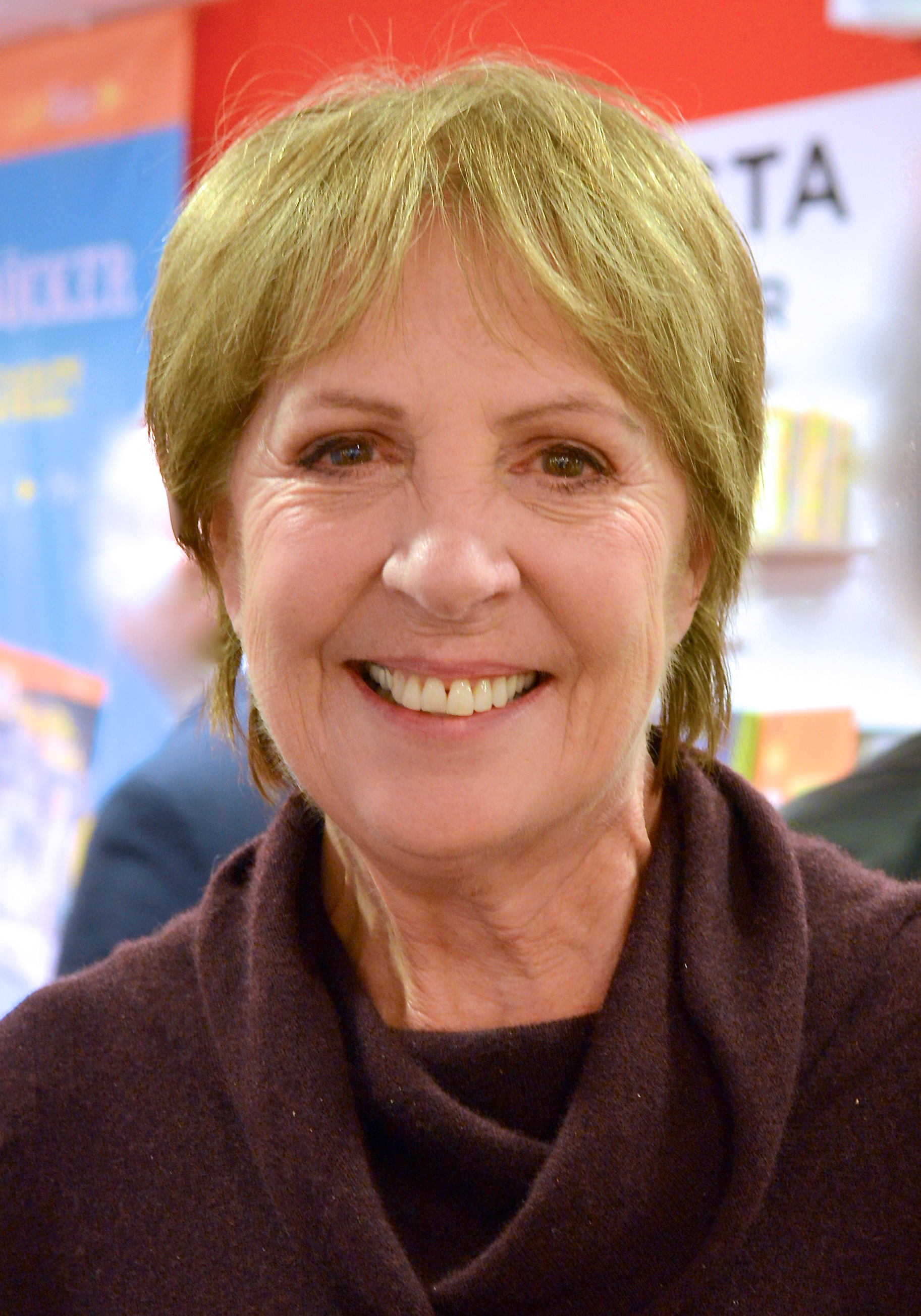
퍼넬러피 윌턴 (2013년 사진)은 2008년 시즌 4에 복귀해 달라는 제작진의 요청에 무조건 수락했다.

2005년 시즌 1을 끝으로 주인공 닥터 역의 크리스토퍼 에클스턴이 하차하자, 러셀 T 데이비스는 크리스마스 스페셜을 통해 데이비드 테넌트를 시청자들에게 새 주인공으로 처음 소개시키면서 낯설다는 감상을 받지 않도록 이전 시즌의 요소를 어떻게든 활용하고자 했다. 공동 프로듀서 필 콜린슨과의 고민 끝에 퍼넬러피 윌턴을 해리엇 존스 역에, 다만 이번에는 영국 총리의 모습으로 다시 출연시키기로 결정했다.
그렇게 제작된 "The Christmas Invasion" 편의 대단원에서는 해리엇 존스 총리가 토치우드 기관에 외계우주선을 격추하라는 명령을 내려 정부가 실각되는 위기를 겪는 결말로 진행되었다. 러셀 T 데이비스는 해리엇 존스가 일국의 총리가 된 입장에서 이번의 사건이 "역량 밖의 일"이 되었으며 "잘못된 일을 저질렀다"고 평가하면서, 결국은 총리직에서 물러나는 것을 보여줌으로서 이번 편에서 반전 메시지를 전하고 싶었다고 밝혔다. 공동 프로듀서 줄리 가드너도 결말부의 시퀀스가 해당 에피소드를 "훨씬 더 한층 높였다"는 소감을 밝혔다. 다만 DVD 코멘터리에서 필 콜린슨은 러셀 T 데이비스가 결말을 바꾸도록 "열심히 노력"했다고 한다. 콜린슨은 닥터라면 해리엇 존스의 결정을 "이해했을 것"이기에 용서하리라는 생각이었다고 한다. 또한 옛날 마거릿 대처 총리의 보좌관이 언론에 건강이상설을 제기한 적이 실제로 있었기에, 해리엇의 퇴임은 "대처를 연상시킨다"고도 봤다. 러셀 역시 실제로 있었던 사건과 유사하다는 점을 인정하고, 이런 전개는 입소문의 위력을 새삼 보여주는 것이라는 소감을 남겼다. 그리고 자신도 해리엇 존스가 정치적 사형선고를 받게 된 것에서 "슬픔을 느낀 것이 사실이다"라고 밝혔다. 이후 <닥터 후 매거진>에 기고한 칼럼에서 러셀은 닥터가 해리엇 존스 총리의 임기를 일찍 끝내버렸던 것은, 기존 역사의 공백기를 만들어 시즌 3에서 마스터 (존 심 분)가 지구로 건너와 영국 총리가 될 구실을 만들기 위함이었다고 밝혔다. 각본상에도 이 같은 사실을 암시하려고 했으나, 작중 닥터가 이미 충분한 죄책감에 시달려 부담을 느끼는 상황임을 깨닫고 삭제했다고 한다.

## 평가

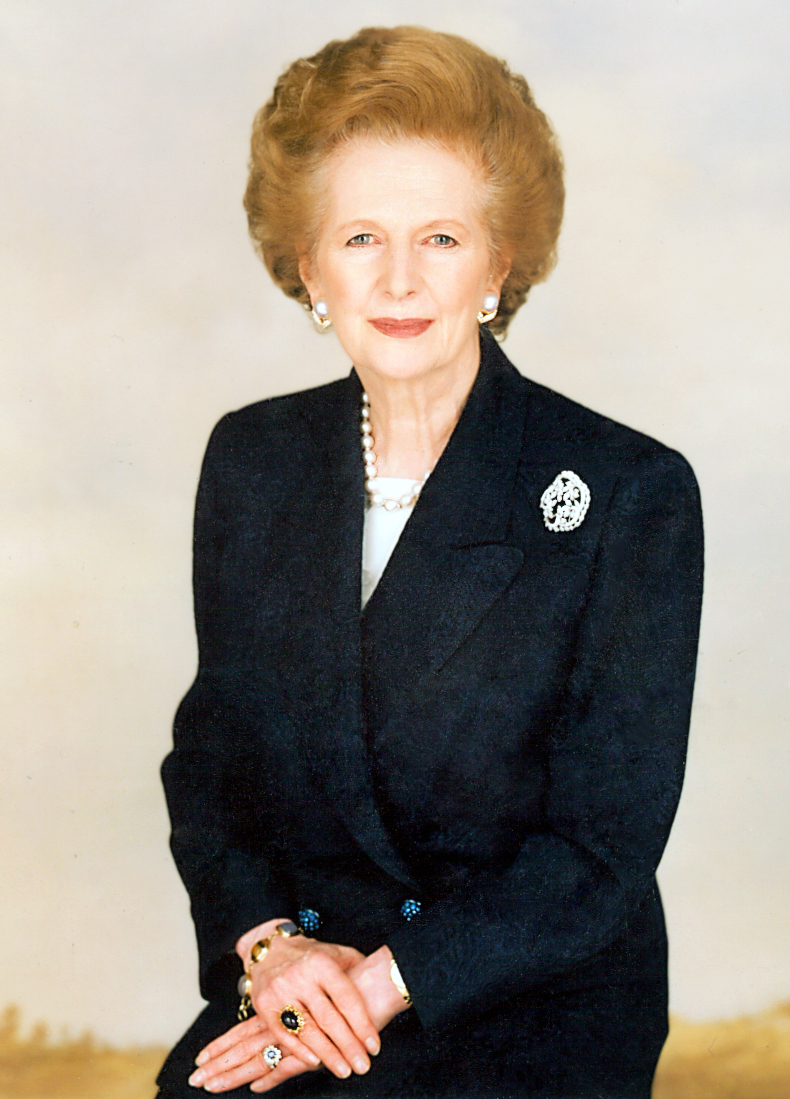
해리엇 존스는 마거릿 대처 (사진) 전 총리와 비교되기도 했다.

## 관련 서적
- Burk, Graeme; Smith?, Robert (2012년 3월 6일). 〈Series 1〉. 《Who Is the Doctor: The Unofficial Guide to Doctor Who-The New Series》 1판. ECW Press. 63–124쪽. ISBN 978-1550229844.